# Július Schubert
Július Schubert (Budapest, 12 de diciembre de 1922-Turín, 4 de mayo de 1949) fue un futbolista húngaro nacionalizado checoslovaco. Se desempeñaba en la posición de centrocampista. Fue uno de los futbolistas que fallecieron en la Tragedia de Superga.

## Selección nacional
Fue internacional con la selección de fútbol de Checoslovaquia en 2 ocasiones y marcó 1 gol. Debutó el 23 de mayo de 1948 en un encuentro ante la selección de Hungría que finalizó con marcador de 2-1 a favor de los húngaros.

## Clubes
| Club              | País           | Año       |
| ----------------- | -------------- | --------- |
| Slovan Bratislava | Checoslovaquia | 1947-1948 |
| Torino F. C.      | Italia         | 1948-1949 |

## Palmarés

### Campeonatos nacionales
| Título  | Club         | País   | Año     |
| ------- | ------------ | ------ | ------- |
| Serie A | Torino F. C. | Italia | 1948-49 |